# St. Katharina (Forst)

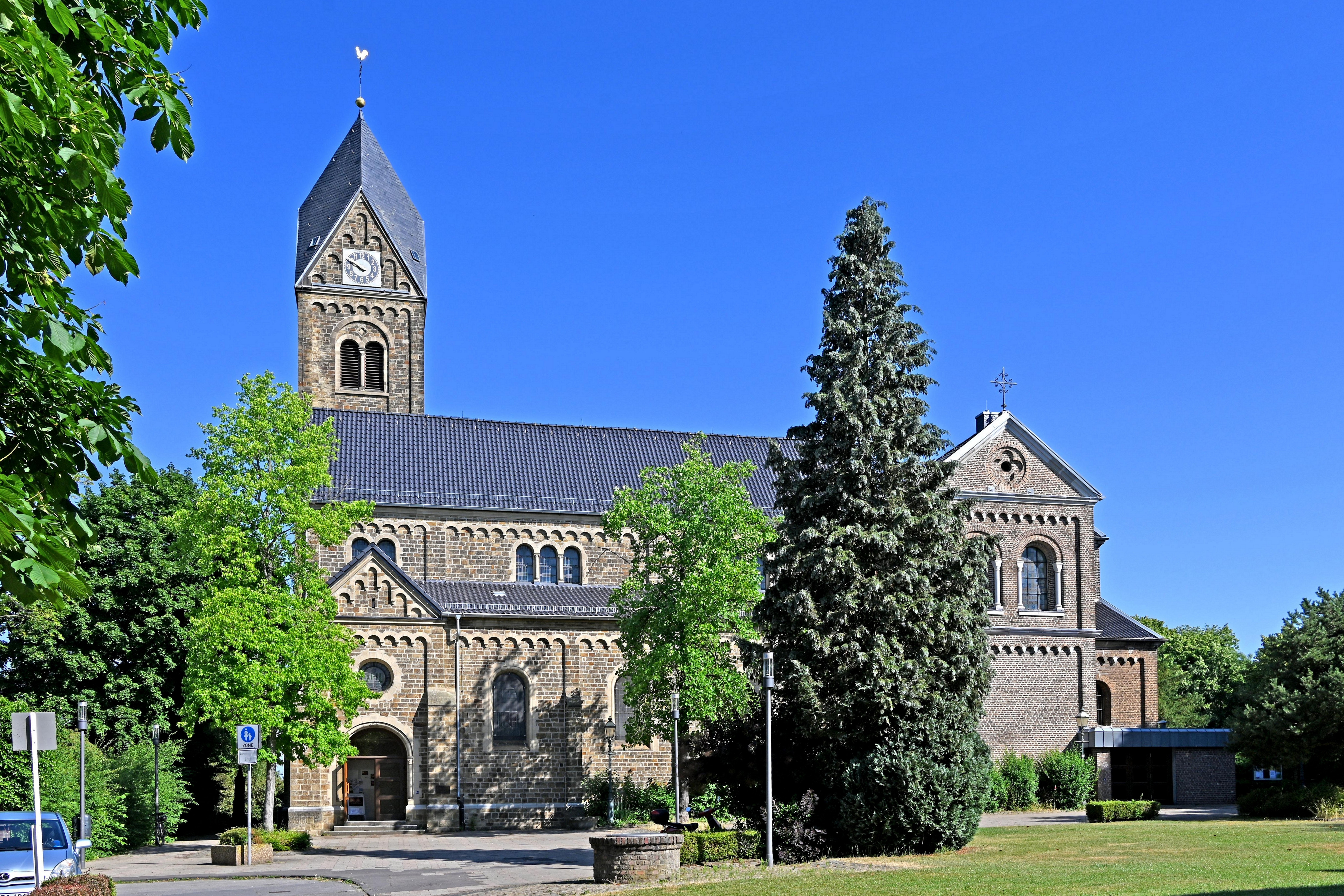
Südansicht

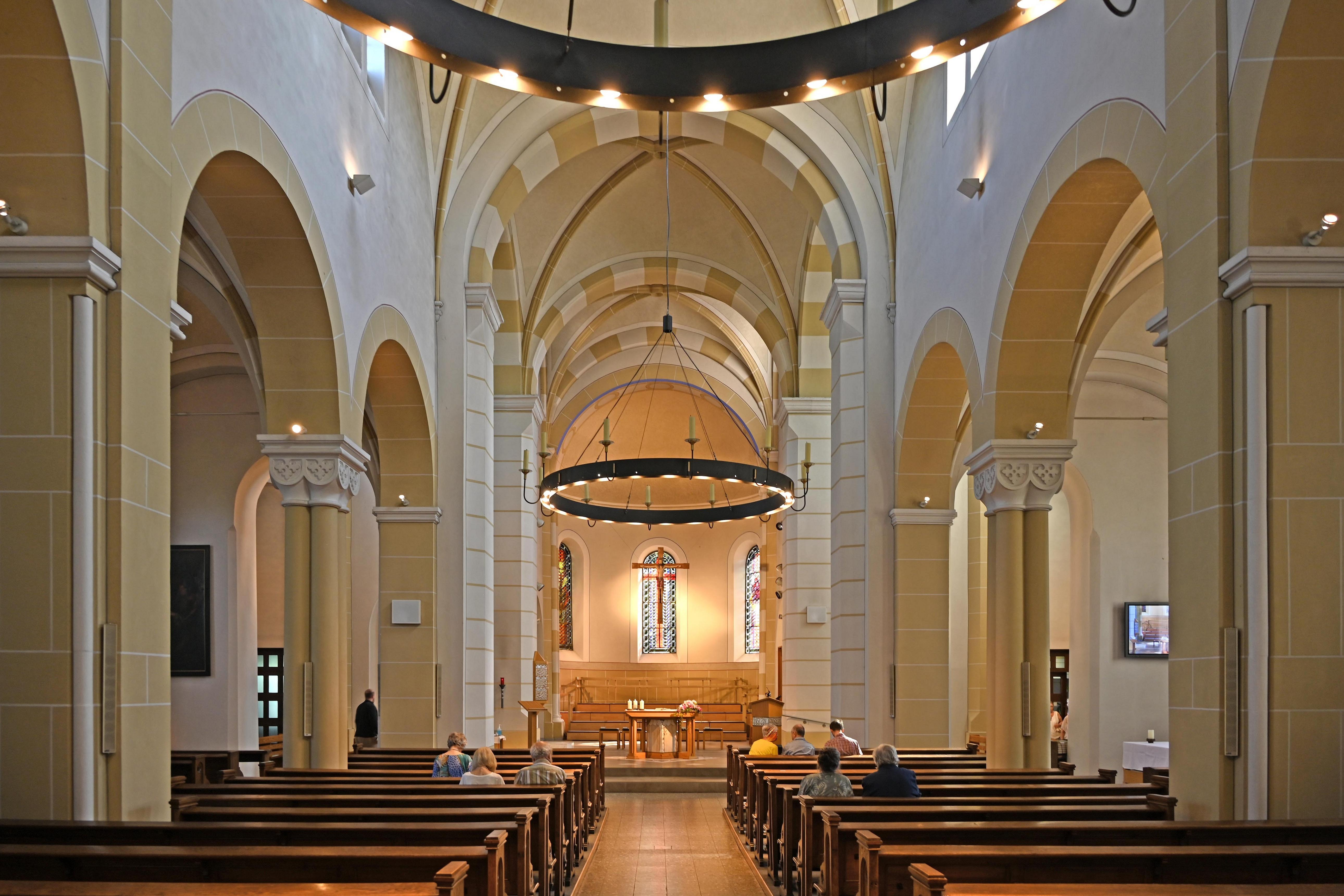
Innenraum mit Blick zum Altar

St. Katharina ist die römisch-katholische Pfarrkirche des Aachener Stadtteils Forst in der Städteregion Aachen in Nordrhein-Westfalen.
Das Bauwerk ist in die Liste der Baudenkmäler in Aachen-Forst eingetragen und steht unter dem Patrozinium der Heiligen Katharina von Alexandrien. Zur Pfarrei zählen auch die Filialgemeinden St. Bonifatius in Unterforst, Christus unser Friede in Driescher Hof sowie Franziska von Aachen in Schönforst. Der Grauenhof, Hitfeld und Lintert zählen ebenfalls zur Pfarre.

## Lage
Das Kirchengebäude befindet sich an der Kirchstraße am westlichen Ortsrand von Forst. Direkt westlich angrenzend befindet sich der Friedhof von Forst und an der Ostseite die Forster Linde, das Forster Schöffenhaus und die Städt. Kath. Grundschule Forster Linde.

## Geschichte
Forst war schon im Mittelalter eigenständige Pfarrei und wurde erstmals im Liber valoris aus dem Jahr 1308 schriftlich erwähnt. Zu dieser Zeit gehörte St. Katharina in Forst zum Dekanat Jülich im Erzbistum Köln. Bis ins 16. Jahrhundert besaß die Reichsabtei Kornelimünster die Kollationsrechte an der Pfarrkirche. Im 16. Jahrhundert waren die Herzöge von Jülich Kollatoren und vom 17. Jahrhundert bis zur Franzosenzeit die Besitzer von Burg Schönforst.
Am 1. November 1960 wurde das Pfarrgebiet verkleinert, da das am 5. Juni 1953 errichtete Rektorat St. Bonifatius in Unterforst zur eigenständigen Pfarrei erhoben worden ist. Am 1. Januar 2010 wurde die Pfarre St. Bonifatius aufgelöst und als Filialgemeinde wieder der Pfarre St. Katharina zugeordnet.

## Baugeschichte
Über die 1308 im Liber valoris erwähnte Kirche ist nichts Näheres bekannt. Sie befand sich sehr wahrscheinlich am gleichen Standort wie die heutige Pfarrkirche. Im Jahr 1787 baute man eine neue Pfarrkirche in Formen des Barock. Dieses Bauwerk wurde Mitte des 19. Jahrhunderts zu klein und man beschloss, eine neue Kirche zu erbauen.
Zunächst wurde nur der Chor der alten Kirche abgerissen und zwischen 1866 und 1867 ein neues Querschiff mit Chor an das barocke Kirchenschiff angebaut. Die Pläne dazu entwarf der Neusser Architekt Julius Busch. Julius Busch hatte jedoch schon einen vollständigen Neubau geplant. Es sollte schließlich noch 20 Jahre dauern, ehe die heutige Kirche vollendet werden konnte. Im Jahr 1889 konnte schließlich mit dem Weiterbau begonnen werden. Zunächst wurde das alte Kirchenschiff und der Glockenturm aus 1787 abgerissen, am 5. Mai 1889 legte man den Grundstein zum Weiterbau und bis 1890 war die neue Kirche vollendet. Am 28. September 1890 fand schließlich die feierliche Kirchweihe statt.
Im Zweiten Weltkrieg erlitt St. Katharina glücklicherweise nur geringe Beschädigungen. Im Jahr 1970 erhielt das Gotteshaus eine neue Sakristei. Zugleich wurde die Pfarrkirche renoviert und der Innenraum nach den Bestimmungen des Zweiten Vatikanischen Konzils nach Plänen von Lambert Johnen umgestaltet.

## Baubeschreibung
St. Katharina ist eine dreischiffige Kreuzbasilika mit einem vierjochigen Langhaus, Querschiff und einem einjochigen Chor, der in einer halbrunden Apsis schließt. An der Südseite des Chors befindet sich die Sakramentskapelle und an der Nordseite die Sakristei. Dem nördlichen Seitenschiff ist an der Westseite der viergeschossige Glockenturm mit Rhombendach vorgebaut, daran anschließend befindet sich vor dem Mittelschiff und dem südlichen Seitenschiff die Eingangshalle mit Orgelempore. Der Innenraum wird von Kreuzrippengewölben überwölbt und die Arkaden im Langhaus weisen einen rheinischen Stützenwechsel auf. Den Gottesdienstbesuchern stehen 470 Sitzplätze zur Verfügung.

## Ausstattung
Der Innenraum von St. Katharina ist eher schlicht gehalten. Von der alten Ausstattung sind nur die Holzfiguren mit Darstellung der Pietà, der hl. Katharina von Alexandrien und der hl. Barbara von Nikomedien erhalten. Die Orgel ist ein Werk der Aachener Georg Stahlhuth Orgelbauanstalt aus dem Jahr 1958. Das Instrument verfügt über 25 Register. Von den Buntglasfenstern aus der Erbauungszeit hat sich nur die Rosette im Westwerk erhalten. Sie besitzt eine ornamentale Verglasung aus dem Jahr 1889 und wurde vom Kriegerverein Forst gestiftet. Im Obergaden des Langhauses sowie im Querschiff sind Fenster des Künstlers Heinrich Junker aus 1953 zu sehen. Die Fenster der Seitenschiffe wurden 1990 von Hans Haas entworfen.

## Glocken
In der Katharinen-Kirche hängt die dritte Generation Otto-Glocken. Im Jahr 1892 goss die Glockengießerei Otto aus Hemelingen/Bremen drei Bronzeglocken für die knapp zwei Jahre zuvor eingeweihte Kirche. Die Glocken fielen der Glockenvernichtung des Ersten Weltkrieges zum Opfer. Im Jahr 1926 erneuerte Otto das Geläut mit dem Guss von drei Glocken, gestimmt auf e' – fis' – gis'. Sie wurden im Zweiten Weltkrieg eingeschmolzen. 1960/61 erhielt St. Katharina zum dritten Mal Otto-Glocken. Sie haben die gleiche Disposition wie die Glocken von 1926. Ihre Durchmesser sind: 1223 mm, 1089 mm, 970 mm. Sie wiegen zirka: 1150 kg, 840 kg, 600 kg.

## Pfarrer
Folgende Pfarrer wirkten bislang an St. Katharina als Seelsorger:
| von – bis | Name               |
| --------- | ------------------ |
| 1921–1933 | Wilhelm Wehn       |
| 1933–1935 | Wilhelm Schumacher |
| 1935–1960 | Paul Alfer         |
| 1960–1968 | Johannes Henn      |
| 1968–1978 | Karlheinz Collas   |
| 1979–1989 | Otto Enger         |
| 1989–2020 | Hubert Leuchter    |
| seit 2020 | Matthias Goldammer |